# Коржовое (Днепропетровская область)
Коржовое (укр. Коржове, до 2024 года — Первомайское) — село, Великоалександровский сельский совет, Васильковский район, Днепропетровская область, Украина.
Код КОАТУУ — 1220782204. Население по переписи 2001 года составляло 49 человек.

## Географическое положение
Село Первомайское находится на правом берегу реки Волчья, выше по течению на расстоянии в 3 км расположено село Преображенское, ниже по течению примыкает село Великоалександровка, на противоположном берегу — село Воскресеновка.
Рядом проходит автомобильная дорога Т-0408.

## Происхождение названия
Село было названо в честь праздника весны и труда Первомая, отмечаемого в различных странах 1 мая; в СССР он назывался Международным днём солидарности трудящихся.
На территории Украинской ССР имелись 50 населённых населённых пунктов с названием Першотравневое и 27 — с названием Первомайское.